# تیم (ترانه ایگی آزیلیا)
«تیم» (به انگلیسی: Team) ترانه‌ای از رپر استرالیایی ایگی آزیلیا می‌باشد که در ۱۸ مارس سال ۲۰۱۶ منتشر شد. این تک‌آهنگ در ۵ آوریل سال ۲۰۱۶ به رادیو معاصر ریتمیک هیت و ریتمیک معاصر آمریکا سرویس داده شد.